# Fukagawa (Tokyo)
Fukagawa (深川?) è un quartiere storico di Tokyo situato nell'area di Kōtō, nonché shitamachi della capitale giapponese.

## Storia
Il quartiere di Fukagawa prende il nome dal suo fondatore Fukagawa Hachirozaemon. In origine, diverse aree del distretto di Fukagawa al di sotto del fiume Eitai facevano parte dell'adiacente costa dell'Oceano Pacifico; Hachirouemon rese queste parti dei luoghi abitabili facendo costruire delle discariche.
Quando oltre metà della città venne distrutto in seguito al grande incendio di Meireki del 1657, lo shogunato locale ordinò che i templi buddisti sulle rive nord e ovest del fiume Onagi e sulla sponda orientale del fiume Sumida fossero trasferiti altrove. In questo periodo l'area era occupata da poco più di mille abitanti, la maggior parte dei quali erano pescatori; a partire dal 1695, l'area prese il nome di Fukagawa-Sagamachi.
In seguito, Fukagawa divenne noto per il commercio di riso e cereali e, fino alla seconda guerra mondiale, esso disponeva di uno dei principali mercati cerealicoli di Tokyo. Nel 1947 Fukagawa fu incorporato nel reparto di Kōtō, insieme a Suginami. Nei decenni successivi, la costruzione di ponti lungo il fiume Sumida, che era precedentemente vietata per motivi di sicurezza, consentì l'accesso facilitato dall'esterno all'area.